# Deontologie medicală
Deontologia medicală (din greacă deon, -ontos = obligație, ceea ce trebuie făcut; logos = știința + lat. medicus = medic) este ansamblul îndatoririlor care îi revin medicului în cadrul exercitării profesiei, în raporturile cu bolnavii, cu ceilalți medici cu care colaborează și cu personalul medical mediu și auxiliar, care se formează pe regulile (codurile deontologice ) și tradițiile profesiei.  
Etica deontologică consideră că o acțiune are valoare morală, este bună, numai dacă este guvernată de anumite principii normative care-i asigură nevesitatea si universalitatea.